# Tecnigrafo

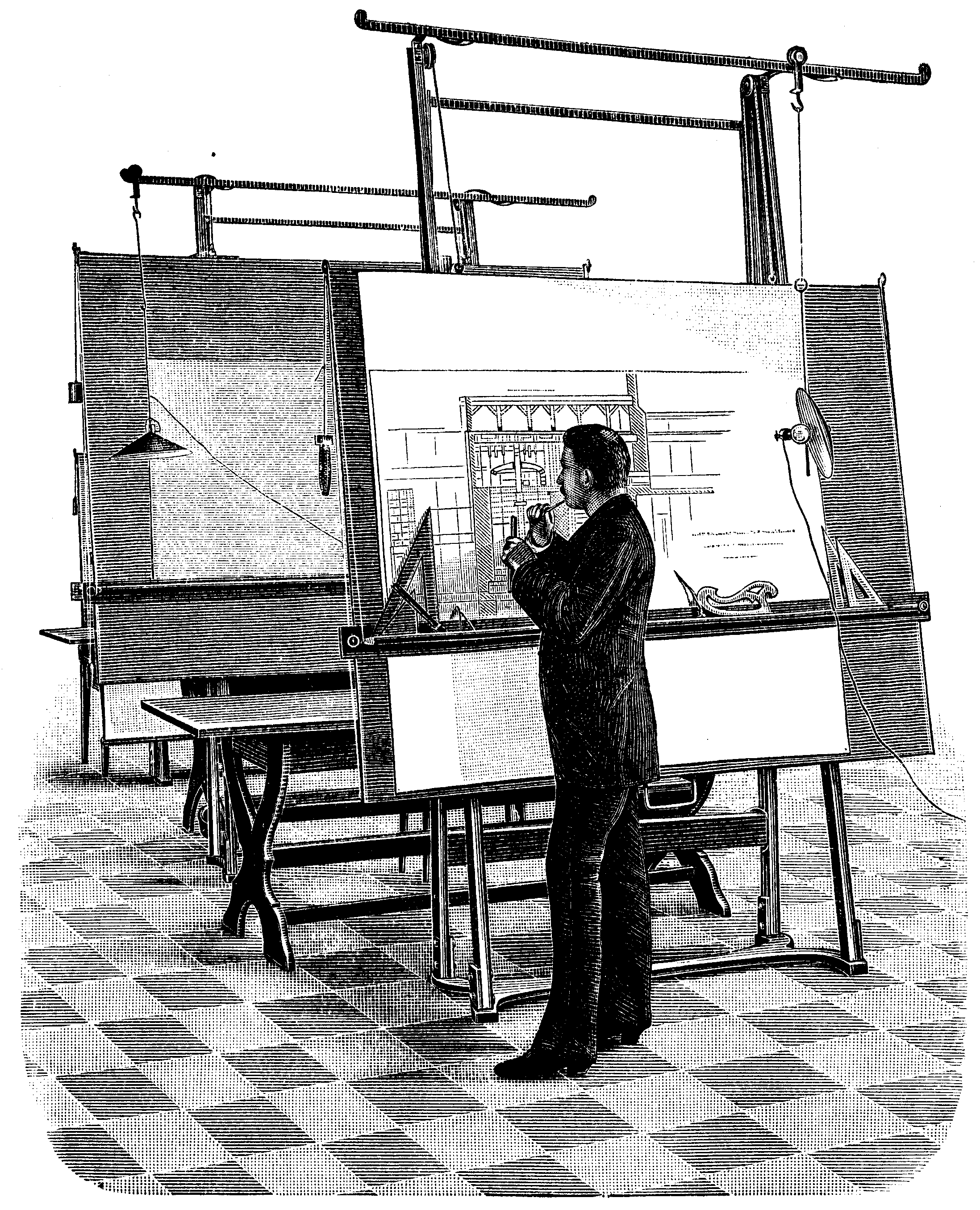
Tavoli da disegno di fine Ottocento

Il tecnigrafo è uno strumento di assistenza al disegno tecnico composto da una squadra (o coppia di righelli vincolati in maniera ortogonale) montata su di un goniometro che ne consente la rotazione angolare.

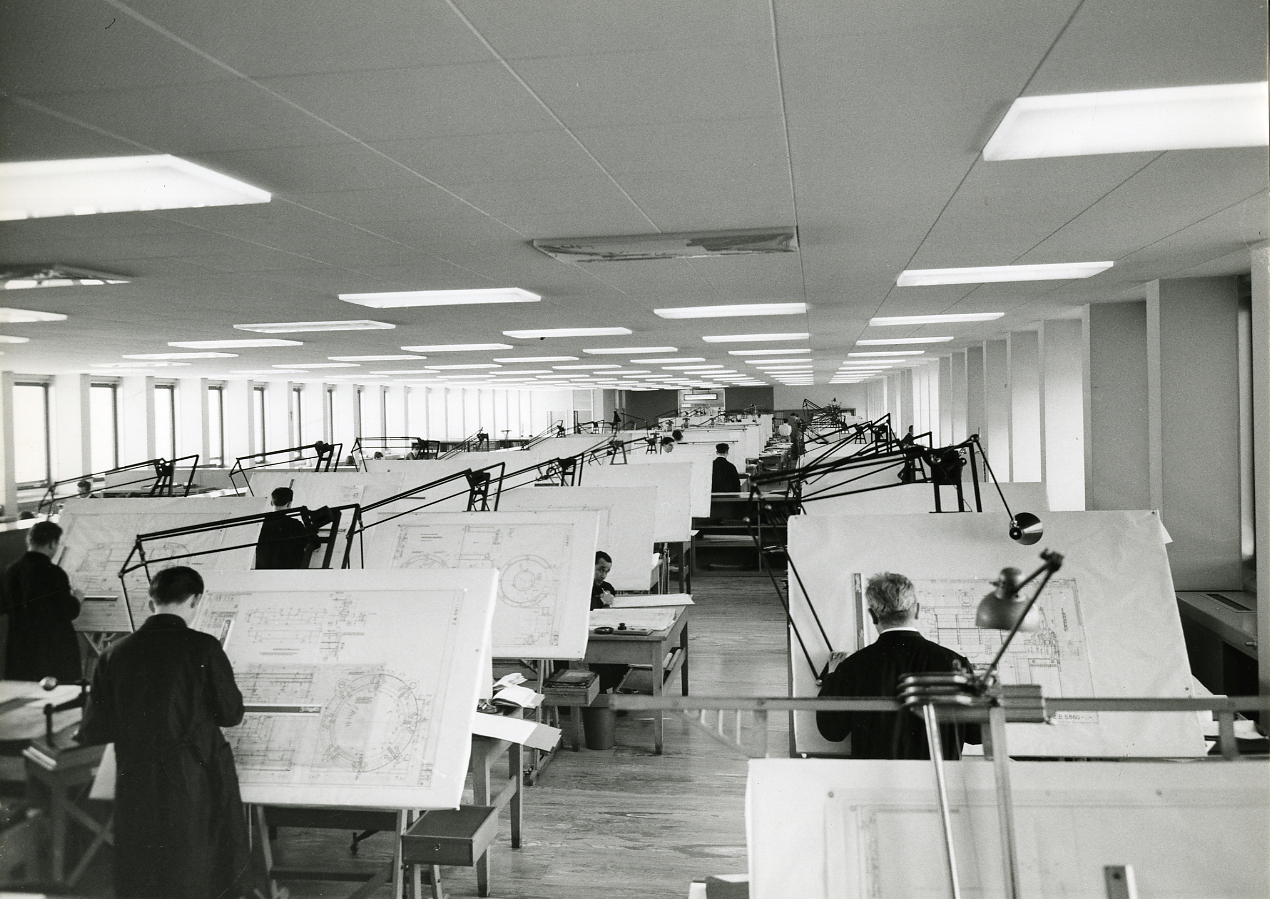
Sala disegnatori dell'industria Ercole Marelli, Sesto San Giovanni. Foto di Paolo Monti, 1963.

## Descrizione
Il gruppo (squadra/coppia di righelli - goniometro) è in grado di muoversi liberamente sulla superficie del piano di lavoro, attraverso lo scorrimento diretto o indiretto su due guide ancorate al tavolo da disegno o al banco. Tali guide, che fungono da binari, vincolano il movimento del gruppo rispettivamente nella direzione orizzontale o verticale del piano di lavoro e possono essere bloccate indipendentemente una dall'altra.
Il tecnigrafo (in inglese "drafting machine") risulta presente negli uffici di progettazione delle aziende italiane dal secondo decennio dello scorso secolo. Può essere interessante osservare come Enciclopedia Britannica precisi esplicitamente il 1930 come anno di introduzione di tale attrezzo: un annuncio pubblicitario da "Memorie di architettura pratica" del 1913 consente di anticipare   di un ventennio tale data, almeno per l'Italia.
Nei tecnigrafi di più vecchia concezione, il movimento del gruppo era assicurato da un sistema di bracci a parallelogramma che consentivano il mantenimento in posizione delle squadre durante lo spostamento del gruppo. I bracci erano poi equilibrati mediante un sistema di contrappesi o di molle.
Il tecnigrafo è frequentemente montato su di un tavolo da disegno dotato di un piano di lavoro rigido e dotato di superficie liscia, ancorato ad una base che ne permette l'inclinazione e l'elevazione. In questo modo l'elaborazione grafica può essere condotta all'altezza più conveniente tanto con il piano di lavoro orizzontale, quanto con il piano di lavoro verticale. Esistono - inoltre - versioni particolari del tavolo da disegno come ad esempio quelle a doppio formato A0 (per elaborazioni grafiche di grandi dimensioni), oppure quelli applicabili a parete i WALL TABLE inventati dall'italiano Franco Rossetti che consentono di essere richiusi in soli 10 cm di spazio, oppure ancora quelli con piano di lavoro retroilluminato, per le quali sono necessari tecnigrafi dotati di supporti specifici.
Con il tecnigrafo è possibile eseguire tutta una serie di operazioni di disegno altrimenti realizzabili solo con un più complesso utilizzo di classiche righe, squadre e goniometri, come - ad esempio - il tracciamento di linee parallele, linee ortogonali, linee inclinate secondo angolazioni prestabilite, misurazione di angoli, ecc.
Con lo sviluppo dei software di assistenza al disegno (CAD), l'utilizzo del tecnigrafo - specialmente in ambito professionale - si è drasticamente ridotto e la trascrizione su carta dell'elaborato grafico è ormai affidata al plotter.